# غاري دارنيل
غاري دارنيل (بالإنجليزية: Gary Darnell)‏ هو مدير فني أمريكي، ولد في 15 أكتوبر 1948 في والدرون في الولايات المتحدة.